# سان بارتلمه د کرنخا
سان بارتلمه د کرنخا دهستانی در استان آبیلای اسپانیا است.
در این دهستان ۹۹ نفر زندگی می‌کنند. مساحت این دهستان ۷٫۳۳ کیلومتر مربع است.